# آمادور ولی (دبیرستان)

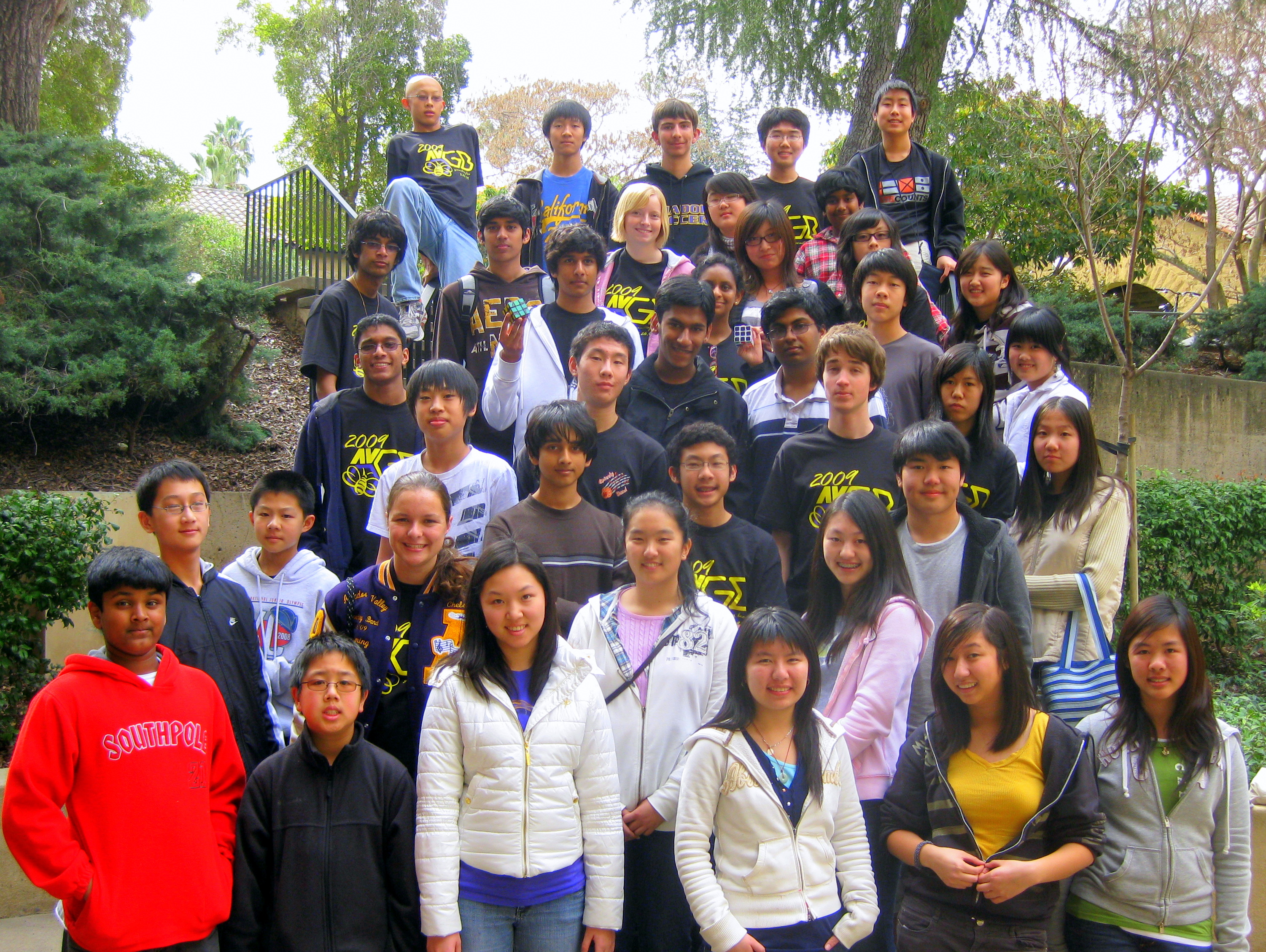
تیم ریاضی دبیرستان آمادور ولی

دبیرستان آمادور ولی یک مدرسه عمومی است که در پلیزانتون واقع در ایالت کالیفرنیا قرار دارد. این مدرسه در ۱۴ مارس ۱۹۲۳ آغاز به کار کرد. مدیر ارشد این دبیرستان پروین احمدی می‌باشد. دانش آموزان بین ۹ تا ۱۲ سال در این دبیرستان تحصیل می‌کنند.
این دبیرستان دارای تیم‌های ورزشی، علمی و فرهنگی مختلفی است.